# Синицький Лев Аронович
Ле́в Аро́нович Сини́цький (12 серпня 1924, Харків — 11 жовтня 2009, Львів)  — радянський та український науковець, фізик, один із засновників львівської наукової школи з теорії електричних кіл.

## Біографія

### Дитячі роки та навчання
Синицький Лев Аронович народився 12 серпня 1924 року в Харкові. В цьому ж місті пройшли його дитячі та юнацькі роки, навчання в школі, на робітфаці. По його закінченні в 1941 році в зв'язку з початком німецько-радянської війни й просуванням військ вермахту по території України Лев Аронович був евакуйований у Середню Азію в Ташкент, де під час війни знаходився Ленінградський інститут авіаційного приладобудування (ЛІАП)..

### Виробнича діяльність
Закінчивши ЛІАП, Синицький в 1949 році (за іншими джерелами — у 1948 році) по направленню потрапив в повоєнний Львів, на завод п/с № 49 (скорочення п/с — поштова скринька, рос. п/я, почтовый ящик означало, що підприємство працювало на потреби військово-промислового комплексу (ВПК) Радянського Союзу, пізніше завод отримав назву «Львівприлад»), який на той час знаходився в підпорядкуванні Міністерства авіаційної промисловості СРСР. Лев Аронович працював в конструкторському бюро заводу, розпочавши одночасно наукову діяльність під керівництвом професора Львівського політехнічного інституту К. Б. Карандеєва.

### Наукова та викладацька діяльність
В 1954 році Синицький захищає кандидатську дисертацію на тему «Деякі питання розрахунку і застосування нелінійних кіл у вимірювальній техніці». У наступному, 1955 році, його прийнято на роботу в Інститут машинознавства та автоматики АН УРСР (з 1963 року — Фізико-механічний інститут Академії наук УРСР) на посаду старшого наукового співробітника.
У 1964 році Лев Аронович переходить на роботу викладачем у Львівський державний університет імені Івана Франка. З цього моменту і до останніх днів свого життя його діяльність була пов'язана з кафедрою теоретичних основ електрорадіотехніки (ТОЕР) фізичного факультету вишу (тепер кафедра радіофізики та комп'ютерних технологій факультету електроніки), де він працював спочатку доцентом, а потім професором. Одинадцять років, з 1981-го по 1991-й, Синицький був завідувачем цієї кафедри.
У 1971 році Лев Аронович захищає докторську дисертацію. ЇЇ тема — «Методи аналізу усталених режимів у нелінійних електричних колах». Вона стала вагомим внеском в дослідженні питання якісної теорії нелінійних електричних кіл. З того часу почалось становлення наукової школи Синицького, учні котрого розвивали і поглиблювали його наукові ідеї. Лев Аронович зробив вагомий внесок у якісну теорію нелінійних електричних кіл та систем, як неперервних так і дискретних, теорію нелінійних коливань, чисельні методи розрахунку динамічних об'єктів. На основі методів, розроблених професором Синицьким, створено десятки високоефективних програм, які широко використовувалися у складі систем аналізу і проектування радіоелектронної апаратури на багатьох підприємствах ВПК колишнього Радянського Союзу.
Лев Аронович є одним із засновників відомої львівської наукової школи з теорії електричних кіл. Під його особистим керівництвом підготовлено і захищено 7 докторських та понад 30 (за одним джерелом — 36) кандидатських дисертацій. Синицький читав лекції для студентів та аспірантів, неодноразово виступав на різноманітних симпозіумах і конференціях, що завжди викликало значний інтерес у слухачів, був науковим керівником студентських дипломних робіт.

## Праці
Багато знань, зусиль та енергії Лев Аронович віддав виходу в світ випусків (започаткованого ще в 1966 році під редакцією тогочасного завідувача кафедри ТОЕР професора М. Г. Максимовича) міжвідомчого республіканського збірника «Теоретична електротехніка», серед авторів якого за роки його існування було багато видатних учених України, колишнього СРСР, Польщі, Угорщини. Починаючи з 1966 року й принаймні до 1991 року Синицький був відповідальним редактором окремих випусків цього збірника, а протягом десяти років, з 1981 по 1991, він був одночасно його головним редактором.
В його науковому доробку понад 300 друкованих праць (з яких — 7 монографій), багато з них широко відомі як в Україні, так і за її межами. Ось лише деякі з них, які й зараз зберігаються в бібліотечних фондах багатьох міст та навчальних закладів колишнього СРСР:
- Синицкий Лев Аронович Магнитоэлектрические логометры / под ред. проф. К. Б. Карандеева. — Киев: Изд-во Акад. наук УССР, 1957. — 199 с.[13]
- Е. Н. Курилов, Л. А. Синицкий Частотные зависимости выпрямительных схем; Институт машиноведения и автоматики Акад. наук УССР. — Киев: Изд-во Акад. наук УССР, 1963. — 99 с.[13][14][15]
- Васильев Е. Д., Верховцев В. С., Воробкевич В. Ю. Измерительные преобразователи постоянного тока / Синицкий Лев Аронович (редактор); Акад. наук УССР, Физ.-механ. ин-т. — Киев: Наукова думка, 1965.[15]
- Раков Михайло Аркадійович, Л. А. Синицький Магнітні подільники частот. — К.: Техніка, 1968. — С. 147.[16][17].
- Лисицкая И. Н., Синицкий Л. А., Шумков Ю. М. Анализ электрических цепей с магнитными и полупроводниковыми элементами — Киев: Наукова думка, 1969. — 440 с.[13][15][18][19]
- Синицкий Лев Аронович Элементы качественной теории нелинейных электрических цепей — Львов: Вища школа, 1975. — 152 с.[12][18][20]
- Синицкий Лев Аронович Методы аналитической механики в теории электрических цепей — Львов: Вища школа, 1978. — 139 с.[12][13][18][21][22]

## Нагороди

Меморіальна таблиця Леву Синицькому на вулиці Стрийській, 70 у Львові

В 1994 році Президент України своїм указом присвоїв професору Синицькому високе звання «Заслужений діяч науки і техніки України».
У 2007 році Вченою Радою вузу Леву Ароновичу присвоєно звання «Заслужений професор Львівського національного університету імені Івана Франка».

## Вшанування пам'яті
31 травня 2013 року в місті Львові на базі Національного університету «Львівська політехніка» пройшла ІІ Всеукраїнська науково-практична конференція «Комп'ютерне моделювання та програмне забезпечення інформаційних систем і технологій», присвячена пам'яті професора, доктора технічних наук Синицького Лева Ароновича, на якій її учасники також отримали примірники ювілейного бібліографічного видання «Синицький Лев Аронович. Спогад про вчителя».
У 2013 році на фасаді будинку, на вул. Стрийській, 70, де мешкав науковець на його пошану встановлена меморіальна таблиця.